# Janne Lundgren

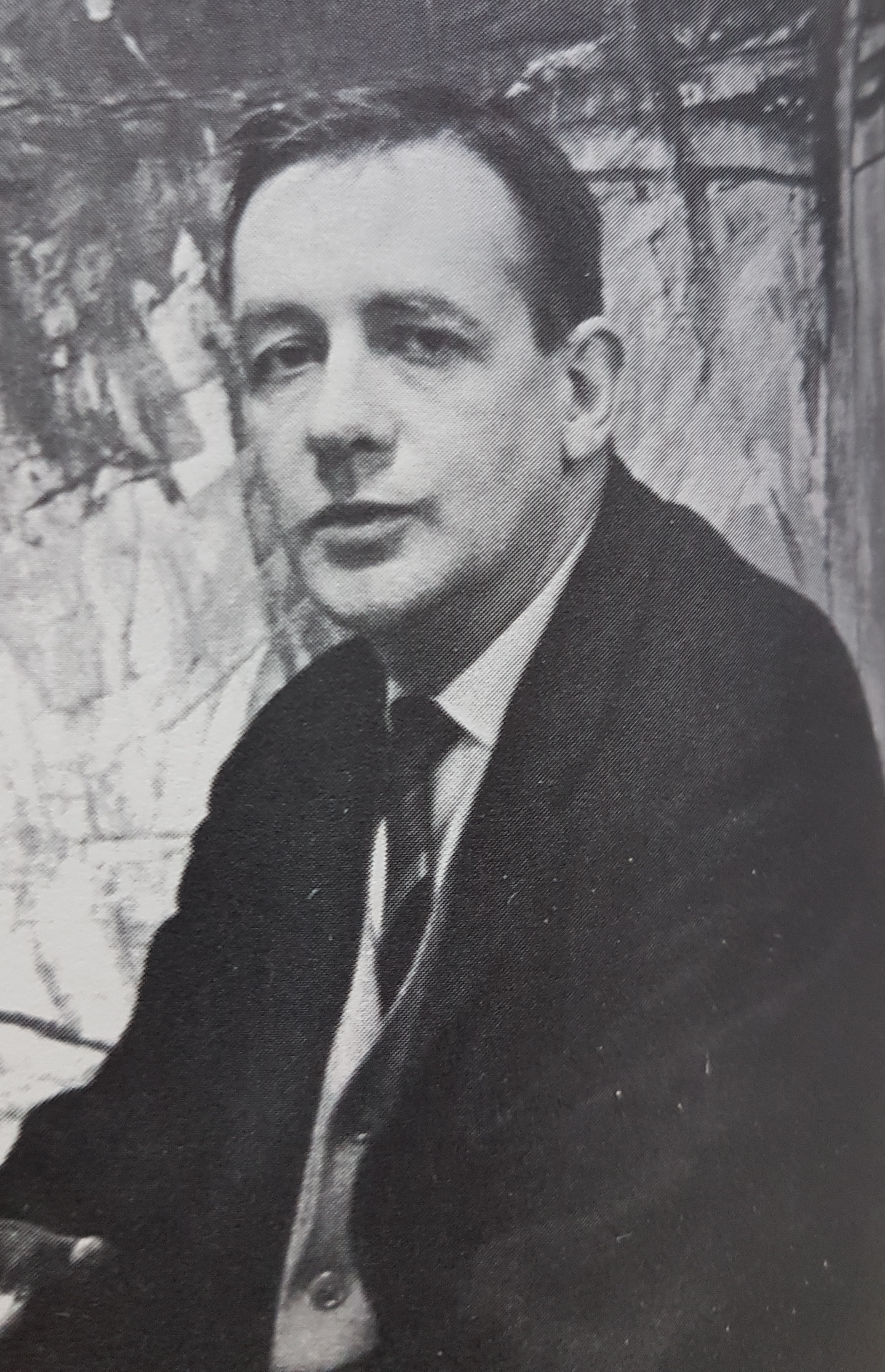
Janne Lundgren

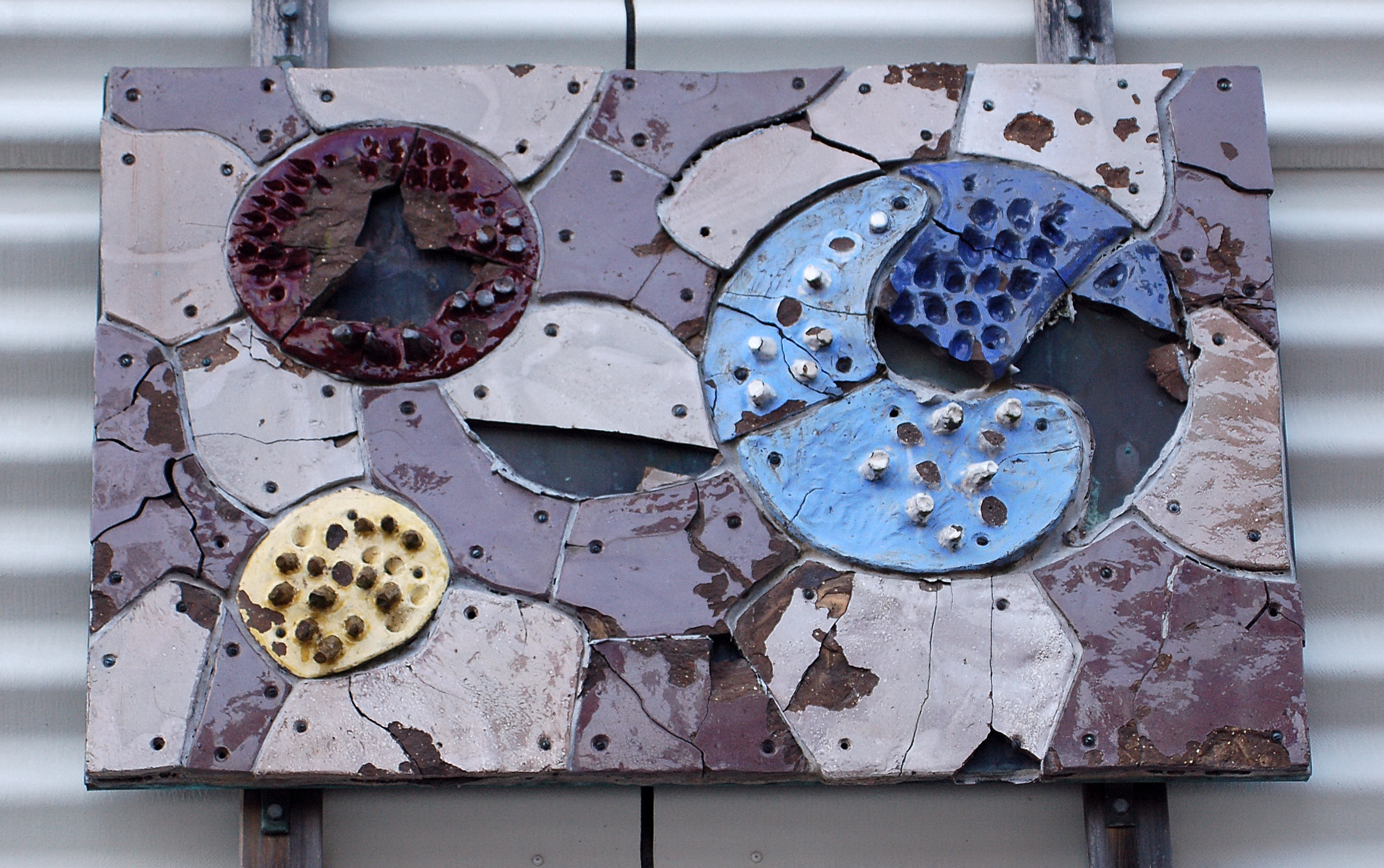
Fasadutsmyckning på Hemvägen i Karlstad av Janne Lundgren

Janne Gustav Lundgren född 28 oktober 1924 i Karlstad, död där 8 november 1999, var en svensk målare.
Lundgren studerade vid Otte Skölds målarskola i Stockholm 1940–1942 samt vid Konsthögskolan 1942–1945, varefter han företog studieresor till Paris 1952 och 1953. Han hade separatutställning i Lilla Paviljongen i Stockholm 1953 och på Värmlands museum 1954 samt deltog i samlingsutställningen Unga tecknare på Nationalmuseum i Stockholm 1945–1952 och med Värmlands konstförening sedan 1947. Som illustratör har han bland annat utfört bokomslaget till Arvid Ernviks Olof den helige och Eskoleia. 
Han tilldelades Värmlands konstförenings stipendium 1952 och Karlstad kommuns Frödingsstipendium 1963.
Lundgren är representerad på Värmlands museum med två målningar och fyra teckningar samt i Gustav VI Adolfs teckningssamlingar, Statens samlingar och Karlstad kommuns samling.
Han är begravd på Ruds kyrkogård i Karlstad.